# 去甲基氯巴占
去甲基氯巴占（英语：norclobazam）是一种有机化合物，化学式为C15H11ClN2O2，它是氯巴占的氮原子上少一个甲基的化合物。它可由N-苯基-4-氯-1,2-苯二胺和丙二酸单甲酯为原料反应制得。它和甲基化试剂（如硫酸二甲酯）反应，可以得到氯巴占。它和吗啉反应，可以得到N-(4-吗啉基)去甲基氯巴占。